# Лавертеццо
Лаверте́ццо (Lavertezzo) — коммуна в округе Локарно кантона Тичино в Швейцарии.

## История

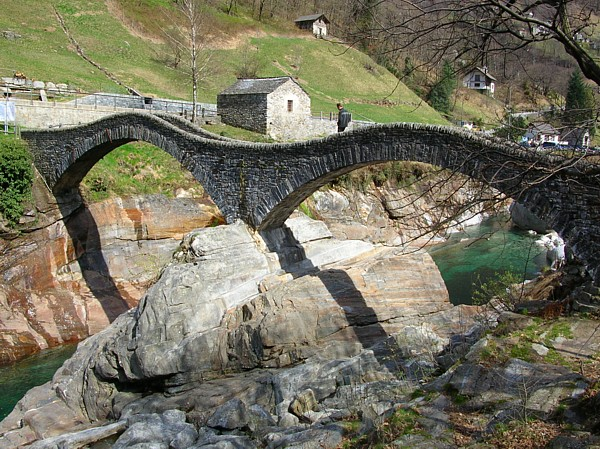
Двухарочный каменный мост в Понте-деи-Салти

Лавертеццо впервые упоминается в 1327 году как Лавертезе. В средние века Лавертеццо был эскадроном Вичинанцы Верзаски. На протяжении веков люди жили в летние месяцы в долине Верзаска, а зимой мигрировали со своим скотом в более низкие долины. После роспуска Терриччоле в 1920 году, Лавертеццо была передана общая территория между Локарно, Минузио и Мергошиа, поселение Риаццино.
Приходская церковь Мадонны дельи Анджели была построена в 18 веке. Лавертеццо стал самостоятельным приходом в 16 веке, когда отделился от Вогорно. В 1806 году ему был присвоен пост ректора.
Двухарочный каменный мост был построен в 17 веке и является одной из самых характерных достопримечательностей деревни. Экономика долины состояла в основном из земледелия и выпаса скота. Был дополнительный доход от эмигрантов, уехавших в Италию, особенно в Палермо. В 1873 году начали планомерно добывать гранит из каменоломен в Лавертеццо. В последние десятилетия 20 века Риаццино превратился в торгово-развлекательный центр. К 2000 году сельскохозяйственный сектор по-прежнему обеспечивал одну десятую рабочих мест в Лавертеццо.

## География

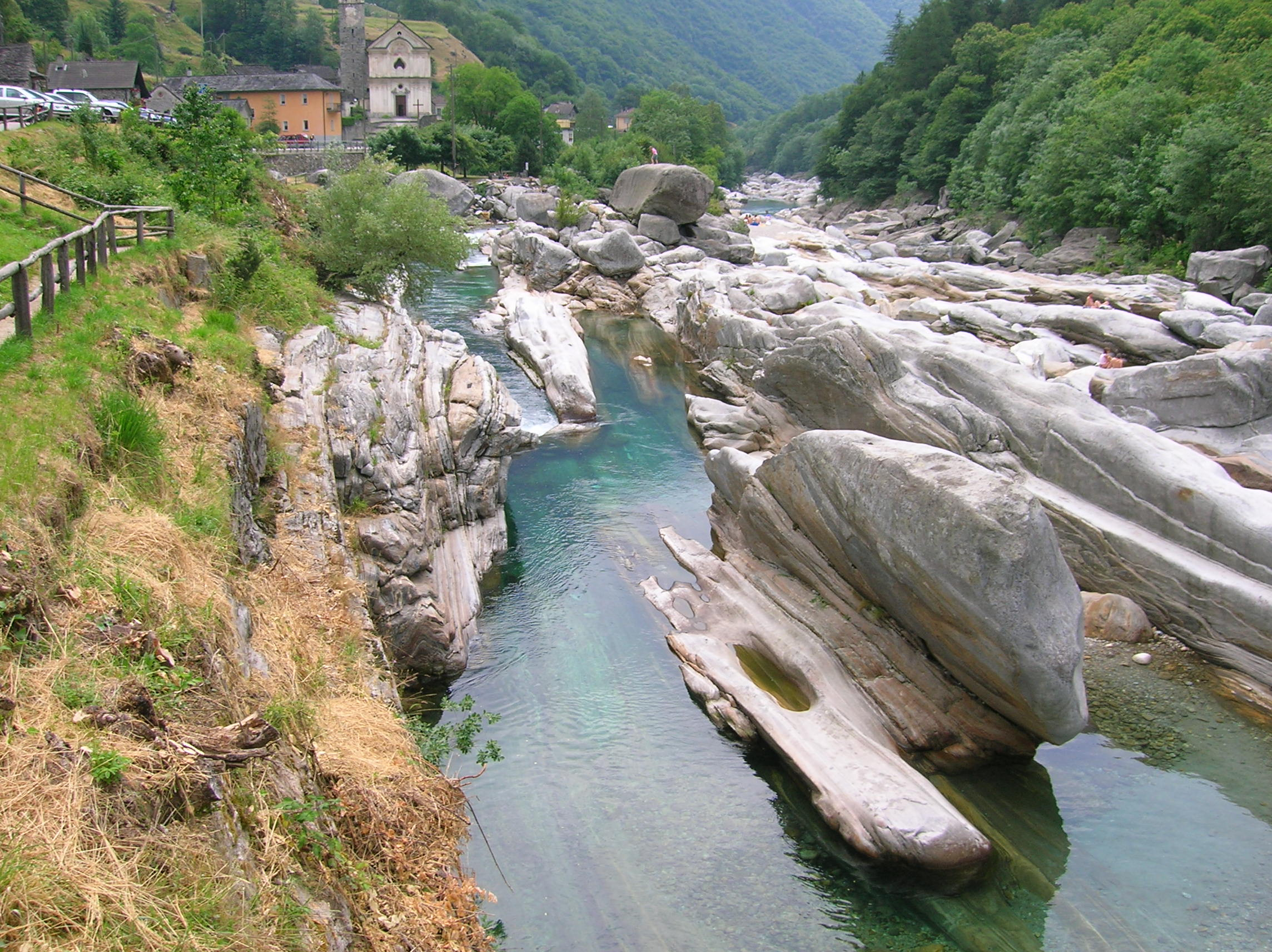
Река Верзаска

Вид с воздуха (1946)

У Лавертеццо есть площадь на 1997 год , площадью 58,11 квадратного километра (22 кв. миль) . Из этой площади 0,7 км2 (0,27 кв. миль) или 1,2 % используется в сельскохозяйственных целях, а 29,34 км2 (11 кв. миль) или 50,5 % покрыто лесами. Из остальной земли 0,52 км2 (0,20 кв. миль) или 0,9 % заселено (здания или дороги), 0,96 км2 (0,37 кв. миль) или 1,7 % — это реки или озера и 22,83 км2 (8,8 кв. миль) или 39,3 % составляют непродуктивные земли.
Из застроенной площади жильё и строения составляли 0,5 %, транспортная инфраструктура — 0,1 %. Из покрытых лесом земель 36,8 % общей площади земель покрыты густыми лесами, 11,4 % покрыты небольшими деревьями и кустарниками, а 2,3 % покрыты фруктовыми садами или небольшими группами деревьев. Из сельскохозяйственных угодий 0,4 % используется для выращивания сельскохозяйственных культур. Вся вода в муниципалитете проточная. Из непродуктивных площадей 23,4 % составляют непродуктивную растительность, а 15,9 % слишком каменистые для растительности.
Муниципалитет расположен в районе Локарно. Он состоит из деревни Лавертеццо в долине Верзаска (с деревнями Акино, Ранконе и Самбугаро) и эксклава Лавертеццо Пьяно в долине Магадино (с деревенскими участками Риаззино, Монтедато и Бугаро).

## Герб
Герб муниципального герба — Лазурный пеликан в её благочестивом серебристом красном цвете. Герб происходит от герба епископа Аурелио Баччарини.

## Демография

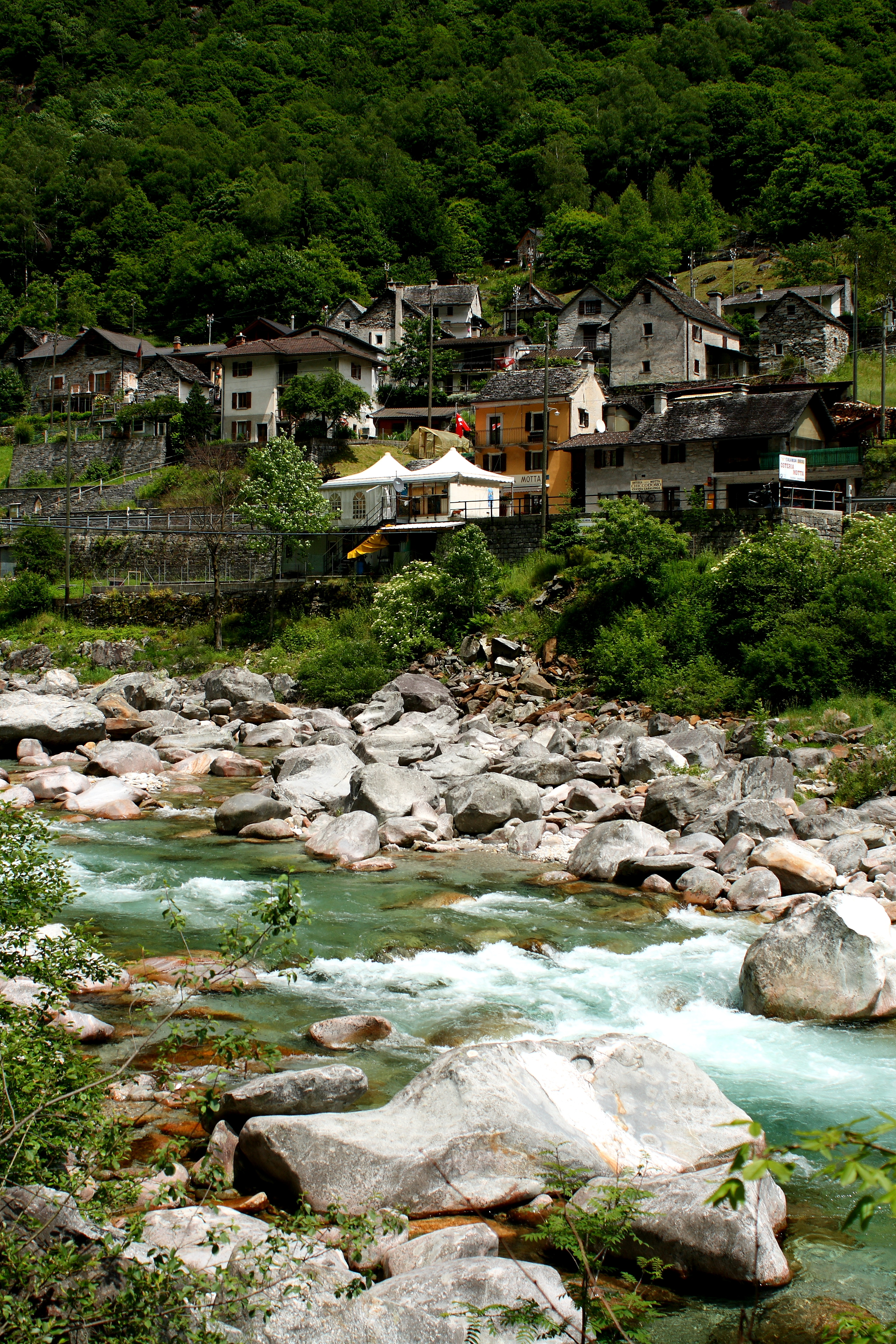
Деревня Мотта, одна из небольших деревень вдоль реки Верзаска.

Среди населения Лавертеццо из 1,245 человек на 2008 год, 23,6 % населения составляют постоянно проживающие иностранные граждане. За последние 10 лет (1997—2007 гг.) численность населения изменялась со скоростью 15,1 %.
Большая часть населения (на 2000 год) говорит по- итальянски (82,6 %), на втором месте по распространённости — немецкий (9,2 %), а на третьем — сербский или хорватский язык (2,6 %). Из швейцарских национальных языков (на 2000 год), 101 говорят по-немецки, 11 человек говорят по- французски, 907 человек говорят по-итальянски. Остальные (79 человек) говорят на другом языке.
В 2008 году гендерное распределение населения составляло 49,7 % мужчин и 50,3 % женщин. Население состояло из 439 швейцарских мужчин (35,8 % населения) и 170 (13,9 %) мужчин, не являющихся швейцарцами. Среди них было 489 швейцарских женщин (39,9 процента) и 128 (10,4 процента) женщин, не являющихся швейцарками.
В на 2008 год, было 11 рождений у швейцарских граждан и 3 рождения у нешвейцарских граждан, и за тот же промежуток времени было 7 смертей среди швейцарских граждан и 1 смерть среди нешвейцарских граждан. Без учёта иммиграции и эмиграции население Швейцарии увеличилось на 4 человека, а иностранное население увеличилось на 2 человека. 3 (трое) швейцарских мужчины и 2 швейцарские женщины эмигрировали из Швейцарии. В то же время, 6 мужчин нешвейцарского происхождения и 4 женщины нешвейцарского происхождения иммигрировали из другой страны в Швейцарию. Общее изменение численности населения Швейцарии в 2008 г. (из всех источников, включая перемещения через муниципальные границы) увеличилось на 15 человек, а изменение численности нешвейцарского населения уменьшилось на 1 человека. Это представляет собой прирост населения на 1,2 %.
Распределение по возрасту на 2009 год: в Лавертеццо — 134 ребёнка или 10,9 % населения в возрасте от 0 до 9 лет и 127 подростков или 10,4 % в возрасте от 10 до 19 лет. Из взрослого населения 146 человек или 11,9 % населения находятся в возрасте от 20 до 29 лет. 181 человек или 14,8 % в возрасте от 30 до 39 лет, 231 человек или 18,8 % в возрасте от 40 до 49 лет и 149 человек или 12,2 % в возрасте от 50 до 59 лет. Распределение старшего населения составляет 120 человек или 9,8 % населения в возрасте от 60 до 69 лет, 90 человек или 7,3 % в возрасте от 70 до 79 лет, 48 человек или 3,9 % старше 80 лет.
По состоянию на 2000 год в муниципалитете насчитывалось 450 частных домашних хозяйств, и в среднем на одно домашнее хозяйство приходилось 2,4 человека. В 2000 году насчитывалось 374 дома для одной семьи (или 82,0 % от общего числа) из 456 жилых зданий. Насчитывалось 52 двухквартирных здания (11,4 %) и 14 многоквартирных зданий (3,1 %). В муниципалитете также насчитывалось 16 зданий, которые были многоцелевыми зданиями (использовались как для жилья, так и для коммерческих или других целей).
Уровень вакансий в муниципалитете на 2008 год, составил 0,13 %. Нна 2000 год в муниципалитете было 709 квартир. Самым распространённым размером квартиры была 4-комнатная квартира, которых было 223. Также, было 39 однокомнатных квартир и 116 квартир с пятью и более комнатами. Из этих квартир 450 квартир (63,5 % от общего числа) были постоянно заселены, 250 квартир (35,3 %) были заселены сезонно и 9 квартир (1,3 %) пустовали. на 2007 год темп строительства нового жилья составил 7,4 новых единицы на 1000 жителей.
Историческое население приведено в следующей таблице:
| год     | Население |
| ------- | --------- |
| 1596    | в. 400    |
| 1636    | 460       |
| 1850 г. | 464       |
| 1900 г. | 685       |
| 1950 г. | 358       |
| 2000 г. | 1098      |

## Достопримечательности
Вся деревня Лавертеццо внесена в Список объектов наследия Швейцарии.

## Политика
На федеральных выборах 2007 года самой популярной партией была СвДП, получившая 26,19 % голосов. Следующими тремя наиболее популярными партиями были CVP (25,45 %), SP (18,51 %) и Лига Тичино (12,87 %). На федеральных выборах было подано 266 голосов, явка избирателей составила 36,3 %.
В на 2007 год году На выборах Gran Consiglio в Лавертеццо было зарегистрировано 713 избирателей, из которых проголосовал 401 человек, или 56,2 %. Было подано 2 пустых бюллетеня и 2 пустых бюллетеня, в результате чего на выборах осталось 397 действительных бюллетеней. Самой популярной партией была PPD + GenGiova, получившая 104 или 26,2 % голосов. Следующими тремя самыми популярными вечеринками были; PLRT (с 79 или 19,9 %), SSI (с 74 или 18,6 %) и PS (с 58 или 14,6 %).
В на 2007 год году ***** На выборах Consiglio di Stato было подано 2 пустых бюллетеня и 3 недействительных бюллетеня, в результате чего на выборах осталось 396 действительных бюллетеней. Самой популярной партией была НДП, получившая 97 или 24,5 % голосов. Следующими тремя самыми популярными вечеринками были; LEGA (с 93 или 23,5 %), PLRT (с 69 или 17,4 %) и PS (с 62 или 15,7 %).

## Экономика
По состоянию на 2007 год уровень безработицы в Лавертеццо составлял 4,71 %. По состоянию на 2005 год в первичном секторе экономики было занято 27 человек и около 13 предприятий, занятых в этом секторе. 344 человека были заняты во вторичном секторе, и в этом секторе было 21 предприятие. В третичном секторе было занято 228 человек, в этом секторе было занято 59 предприятий. В муниципалитете насчитывалось 523 жителя, которые были заняты в той или иной должности, из которых женщины составляли 41,5 % рабочей силы.
В 2000 году насчитывалось 579 работников, которые ездили на работу в муниципалитет, и 384 работника, которые уезжали на работу. Муниципалитет является чистым импортёром рабочей силы, при этом на каждого уезжающего в муниципалитет приходится около 1,5 рабочих. Около 40,2 % рабочей силы, прибывающей в Лавертеццо, приезжают из-за пределов Швейцарии. Из работающего населения 8,2 % пользовались общественным транспортом, чтобы добраться до работы, а 67,9 % пользовались личным автомобилем.
По состоянию на 2009 год в Лавертеццо насчитывалось 2 отеля.

## Религия

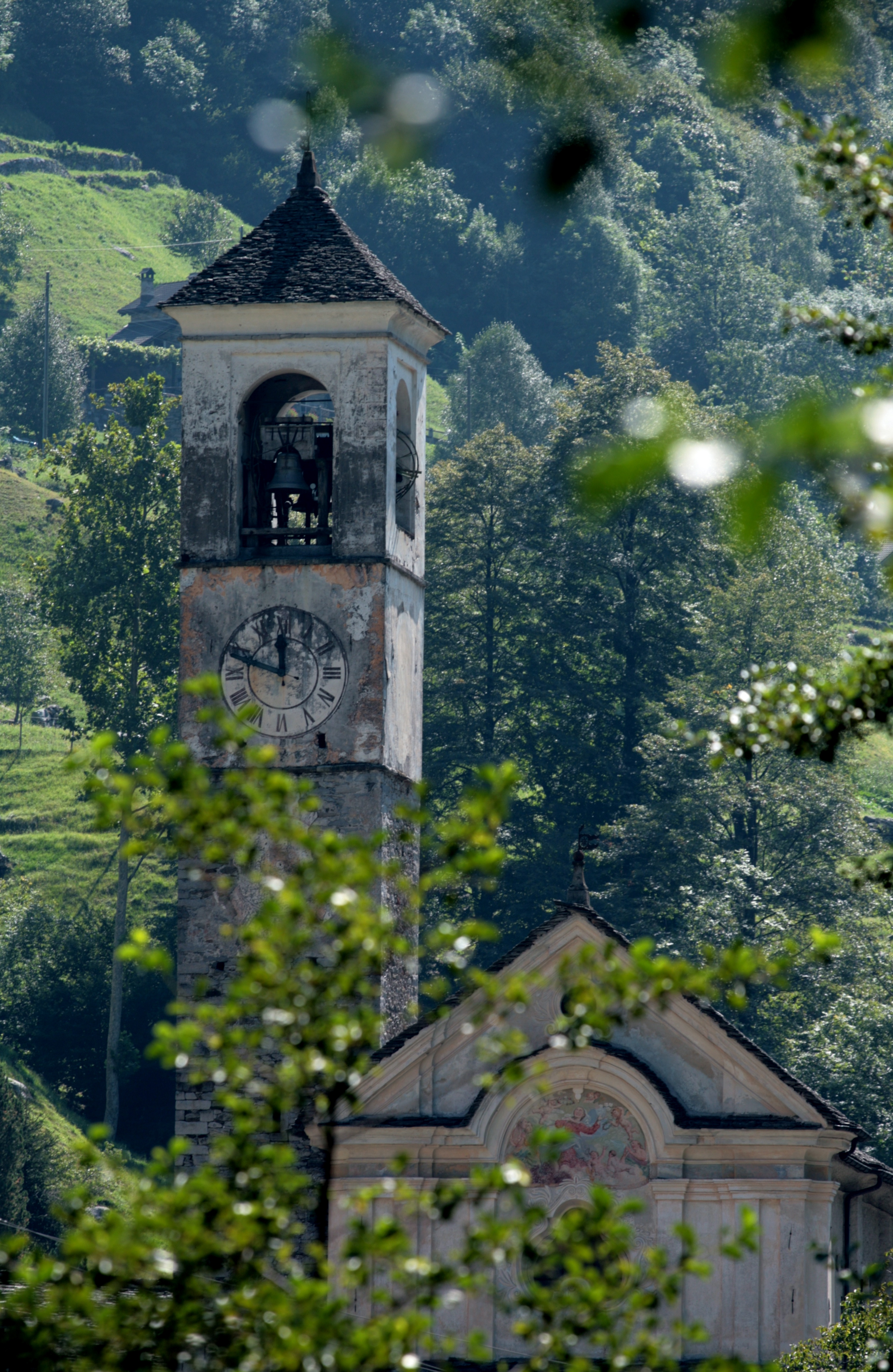
Церковная башня церкви Лавертеццо

Из переписи на 2000 год , 840 или 76,5 % были католиками, а 119 или 10,8 % принадлежали к швейцарской реформатской церкви. 96 человек (или около 8,74 % населения) принадлежат к другой церкви (не числящейся в переписи), а 43 человека (или около 3,92 % населения) не ответили на вопрос.

## Образование
Всё население Швейцарии, как правило, хорошо образовано. В Лавертеццо около 61,7 % населения (в возрасте от 25 до 64 лет) получили либо необязательное полное среднее образование, либо дополнительное высшее образование (либо университет, либо Fachhochschule).
Всего в Лавертеццо обучался 221 студент (на 2009 год год). Система образования Тичино предусматривает до трёх лет необязательного детского сада, а в Лавертеццо в детском саду было 44 ребёнка. Программа начальной школы длится пять лет и включает в себя как стандартную школу, так и специальную школу. В селе 74 ученика посещали стандартные начальные школы и 3 ученика посещали специальную школу. В системе младших классов средней школы учащиеся либо посещают двухлетнюю среднюю школу, за которой следует двухлетняя предварительная подготовка, либо посещают четырёхлетнюю программу подготовки к высшему образованию. В двухлетней средней школе обучалось 50 учеников, а в четырёхлетней продвинутой программе — 6 учеников.
Старшая средняя школа включает несколько вариантов, но по окончании программы старшей средней школы учащийся будет готов заняться профессией или продолжить обучение в университете или колледже. В Тичино учащиеся профессионально-технических учебных заведений могут либо посещать школу во время стажировки или ученичества (что занимает три или четыре года), либо могут посещать школу, а затем стажировку или ученичество (что занимает один год в качестве студента дневного отделения или полтора года). до двух лет в качестве студента-заочника). 15 учащихся профессионально-технических училищ посещали школу на дневном отделении и 28 — на заочном.
Профессиональная программа длится три года и готовит студента к работе в инженерии, сестринском деле, информатике, бизнесе, туризме и подобных областях. На профессиональной программе был 1 студент.
По состоянию на 2000 год в Лавертеццо насчитывалось 99 учащихся, которые посещали школы за пределами муниципалитета.